# Enrico Rodolfo Galbiati
Enrico Rodolfo Galbiati (Giussano, 4 febbraio 1914 – Verano Brianza, 4 marzo 2004) è stato un presbitero, filologo, bibliotecario e biblista italiano.

## Biografia
Dopo gli studi del ginnasio, del liceo e della teologia nel Seminario arcivescovile di Milano, venne ordinato dal cardinale Alfredo Ildefonso Schuster nel 1937. Conseguita la licenza a Venegono, frequentò il Pontificio Istituto Biblico, ottenendo la Licenza (1940) e successivamente il Dottorato (1956) con la tesi La struttura letteraria dell'Esodo.
Dal 1941 insegnò greco biblico, ebraico, Sacra Scrittura e teologia orientale.
Nel 1947 fu tra i fondatori dell'Associazione Biblica Italiana; negli anni seguenti fu parte del consiglio di presidenza.
Nel 1953 fu nominato dottore della Biblioteca Ambrosiana, dove cominciò a studiare prima i manoscritti etiopici, poi quelli siriaci ed armeni. Studiò poi manoscritti ebraici, collaborando con l'Università di Gerusalemme alla loro microfilmatura (la loro catalogazione fu ultimata nel 1972).
Nel 1956 ottenne dal cardinale Eugène Tisserant la facoltà di celebrare in rito bizantino e nel 1963 ricevette l'indulto di biritualismo.
Nel 1957 fu principale e più qualificato animatore del gruppo fondatore del Centro Russia Cristiana, collaborando attivamente alla stesura dell'omonima rivista fino al 1966 con articoli riguardanti la liturgia di rito bizantino e l'ecumenismo, ora raccolti nel volume Liturgia ed ecumenismo (2014, ed. La Casa di Matriona). Successivamente la collaborazione si fece più sporadica a causa dei nuovi incarichi assunti da Mons. Galbiati all'Università Cattolica di Milano e alla Biblioteca Ambrosiana e dell'assorbimento del Centro nel Movimento di Comunione e Liberazione.
Dal 1964, nelle due ultime sessioni, partecipò al Concilio Vaticano II come perito delle Chiese orientali e teologo personale dell'arcivescovo di Milano Giovanni Colombo.
Dal 1967 al 1979 fu consultore della Pontificia Commissione per la Nova Vulgata.
Nel 1967 ottenne la libera docenza in Filologia biblica, in forza del quale insegnò in Università Cattolica del Sacro Cuore, invitato dal rettore Giuseppe Lazzati. Tenne i corsi di ebraico, lingue semitiche comparate e filologia neotestamentaria.
Nel 1968 fu nominato archimandrita dell'eparchia di Piana degli Albanesi. Molti furono gli incarichi in campo ecumenico, tra cui la partecipazione alla Commissione diocesana per l'ecumenismo.
Nel 1974 lasciò l'Università Cattolica per incompatibilità con le nuove norme della Biblioteca Ambrosiana.
Il cardinale Carlo Maria Martini lo nominò nel 1984 Prefetto della medesima biblioteca. Durante il suo mandato furono iniziati ingenti lavori di restauro, durati molti anni.
Nel 1988 ricevette l'onorificenza dal comune di Milano, il cosiddetto Ambrogino d'oro; nel 1996 ricevette la laurea honoris causa in Lettere classiche dall'Università Cattolica; nel 2003 fu insignito dalla Provincia di Milano del premio Isimbardi.
In suo onore è stata intitolata la biblioteca civica di Verano Brianza, inaugurata nella nuova sede il 17 ottobre 2011 valorizzandone la donazione del patrimonio librario composto da 2.277 volumi.

## Opere principali
- Pagine difficili della Bibbia. Antico Testamento (1951)
- Il vangelo di Gesù (1966)
- L'eucaristia nella Bibbia (1968)
- La fede nei personaggi della Bibbia (1968)
- La storia della salvezza nell'Antico Testamento (1968)
- La Chiesa delle Origini negli Atti degli Apostoli e nei loro Scritti (1972)
- Atlante storico della Bibbia e dell'Antico Oriente (1983)
- Scritti minori (2000)
- La Bibbia e la sua storia (2001)
- Atti degli Apostoli (2001)